# 18709 Laurawong
18709 Laurawong è un asteroide della fascia principale. Scoperto nel 1998, presenta un'orbita caratterizzata da un semiasse maggiore pari a 2,6362598 UA e da un'eccentricità di 0,0259601, inclinata di 8,23356° rispetto all'eclittica.